# Joseph Zweyer von Evenbach
Joseph Leopold Freiherr Zweyer von Evenbach (* 1. Februar 1747; † 17. Oktober 1822) war Landkomtur des Deutschen Ordens in der Ballei Lothringen mit ihrem Sitz in Trier und Komtur der Kommenden Beckingen, Saarbrücken und Trier.

## Leben
Joseph Zweyer von Evenbach entstammte dem Adelsgeschlecht Zweyer von Evenbach und war der Sohn des Joseph Sebastian Zweyer von Evenbach, der als Lieutenant im Dienst des französischen Königs stand. Seine Mutter war die Freiin Maria Antonia Katarina Barbara von und zu Schönau Oeschgen.
Nach seiner Schulausbildung absolvierte Joseph vom 20. Juli 1768 bis zum 8. Oktober 1769 ein Noviziatsjahr in Trier und wurde am 26. Juni 1770 zum Ritter der Ballei Lothringen des Deutschen Ordens geschlagen.
1775 übernahm er die zu dieser Ballei gehörende Kommende Luxemburg.
Dort legte er im März 1777 das Gelöbnis ab und wurde zum Koadjutor ernannt. In Mergentheim, wo sich der Dienstsitz des Deutschen Ordens befand, wurde er am 20. Mai 1781 nach seinem Gelöbnis zum Statthalter ernannt. Zwei Jahre darauf wurde er Landkomtur in der Deutschordenskommende Altshausen. Dieses Amt hatte er bis zu seiner Flucht vor den französischen Revolutionstruppen im Jahre 1793 inne und zog zum Hochmeister Maximilian Franz von Österreich und hielt sich in Wien auf. Nach seiner Bewerbung im Mai 1803 um eine Anstellung in Mergentheim wurde er am 18. Juni 1803 durch Maximilian Franz von Österreich zum Statthalter des Meistertums Mergentheim ernannt.
Zweyer von Evenbach war auch Komtur der zur Ballei Lothringen gehörenden Kommenden
Beckingen, Saarbrücken und Trier. Als Komtur leitete er deren Verwaltungsangelegenheiten und beaufsichtigte die unterstellten Vogteien und Zehnthöfe.
Die Ballei Lothringen hatte seinerzeit ihren Sitz in Trier. Von dort aus führte der Landkomtur als deren Leiter die  Geschäfte für die verschiedenen zugehörigen  Kommenden.
Am 26. November 1804 wurde er zum zweiten Ordensminister ernannt.

## Auszeichnungen
- 1804 Wirklicher Geheimer Rat